# Buick Excelle

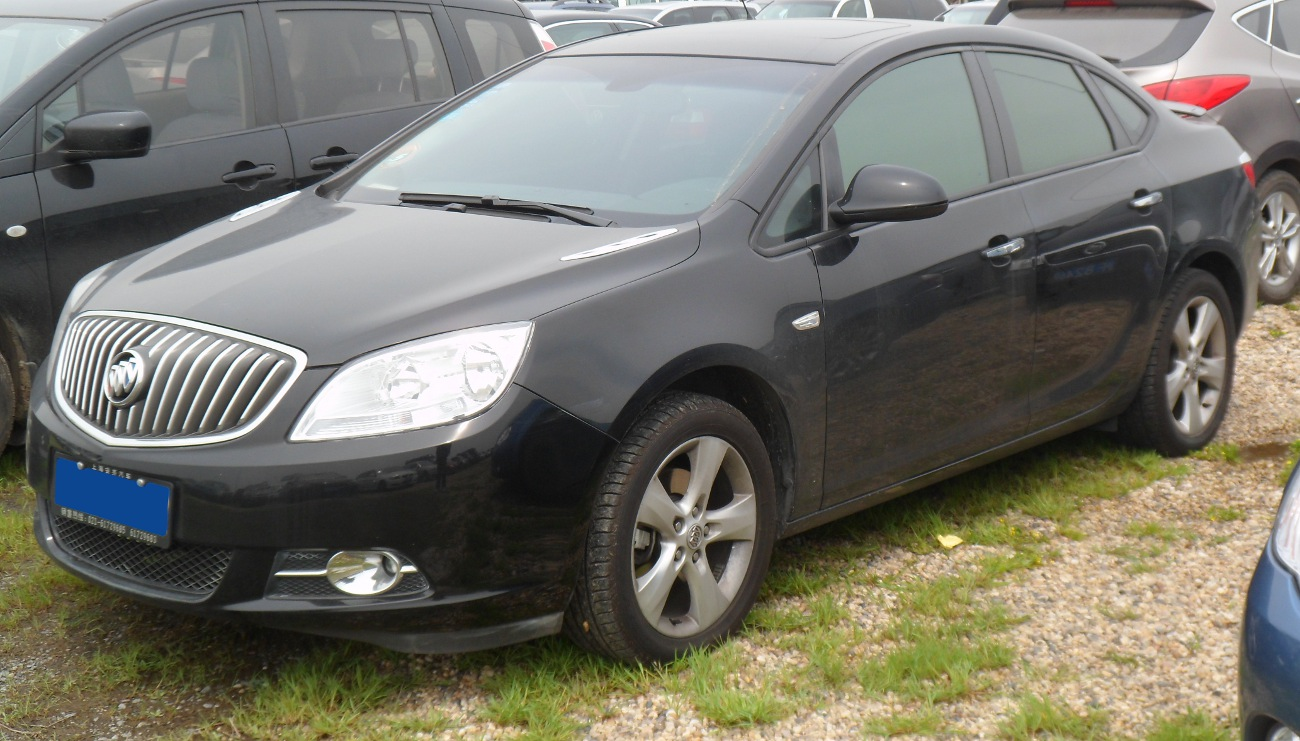
Buick Excelle GT.

El Buick Excelle (xinès tradicional: 別克凱越 o xinès tradicional: 别克英朗) és un nom comú pel cotxe compacte de luxe comercialitzat per Shanghai General Motors Company Limited (xinès tradicional: 上海通用汽車有限公司) sota la marca Buick de GM.
El Buick Excelle original (en xinès "Kai Yue") està basat en el Daewoo Lacetti desenvolupat a Corea del Sud per Daewoo Motors. Si bé aquest cotxe va ser venut originalment a tot el món sota la marca Daewoo, en 2004, General Motors reanomenà tots els productes Daewoo a Europa com Chevrolets.